# 카르나크 신전
카르나크 신전(karnak)는 고대 이집트의 신전이다.

## 개요
카르나크 신전은 룩소르 신전 북쪽 3km 지점에 있다. 이 신전은 현존하는 신전 가운데 최대 규모의 신전이다.
기원전 2000년부터 건립되기 시작했지만, 역대왕에 의해 증축과 개축이 되풀이되어, 초기 유구로는 제12왕조 세누세르트 1세의 성당만이 남아 있다.
현재의 신전은 신왕국 시대부터 1500년 뒤인 프톨레마이오스 왕조에 이르는 긴 시간에 걸쳐 건립된 10개의 탑문, 제19왕조의 창시자 람세스 1세로부터 3대에 걸쳐 건설된 대열주실, 제18왕조의 투트모세 1세와 그의 딸로 여왕이 된 하트셰프수트가 세운 오벨리스크, 투트모세 3세 신전, 람세스 3세 신전 등으로 구성되어 있다. 특히 높이 약 23m의 석주 134개가 늘어선 대열주실은 너비 약 100m, 안쪽 깊이 53m로 안쪽의 하트셰프수트 여왕의 오벨리스크와 함께 보는 이들을 압도한다.

## 도굴
신전은 상당히 오랫동안 모래에 파묻혀 있었다. 그러나 모래 위로 드러나 있는 부분은 도굴꾼들의 좋은 먹이였다. 사태의 심각성을 깨달은 이집트 고고국은 카르나크 담당 부서를 설치하고 루그랑을 담당자로 임명했다.

## 보존
루그랑은 신전 보수와 발굴에 혼신의 힘을 다했다. 그러나 아무리 노력해도 신전은 저절로 무너져 가고 있었다. 신전 지하에 큰 수맥이 흐르고 있어서이다. 이 때문에 이집트 고고국에서는 지하 수맥까지 조사에 나섰다. 엄청난 넓이와 기타 사정으로 인해 전체의 10%밖에 발굴되지 않은 상태다.

## 참고 자료
- 이 문서에는 다음커뮤니케이션(현 카카오)에서 GFDL 또는 CC-SA 라이선스로 배포한 글로벌 세계대백과사전의 내용을 기초로 작성된 글이 포함되어 있습니다.